# 蘇我堅塩媛

蘇我氏略系図

蘇我 堅塩媛 （そが の きたしひめ、生没年不詳）は、飛鳥時代の皇妃。欽明天皇の妃。蘇我稲目の娘。子に用明天皇、推古天皇など。なお、なぜ「かたしお」（片塩：大和高田市にある安寧天皇の宮があった古地名、あるいは固めた塩）でなく、「きたし」と読むかは不明。

## 生涯
蘇我稲目の娘として誕生。妹に同じく欽明天皇の妃になった蘇我小姉君、用明天皇の嬪になった蘇我石寸名、弟に蘇我馬子、蘇我摩理勢がいる。
欽明天皇の妃となり、用明天皇や推古天皇などを生んだ。
没後の推古天皇20年（612年）2月、欽明天皇の檜隈大陵に合葬され、軽の街で誄を奉る儀式が盛大に行われた。堅塩媛は皇太夫人と尊称され、蘇我馬子の主導のもと阿倍鳥が天皇の命を誄し、諸皇子が誄し、中臣宮地烏摩侶が大臣の辞を誄し、境部摩理勢が氏姓の本を誄した。これは蘇我氏の絶大な権威を示す儀式であった。
子の桜井皇子は娘として吉備姫王を儲けた。吉備姫王は押坂彦人大兄皇子の子、茅渟王の妃となり、皇極天皇・孝徳天皇を儲けた。以降の天皇はすべてその子孫となっている。

## 系譜
- 父:蘇我稲目
- 母:不明
- 弟:蘇我馬子、境部摩理勢
- 妹:蘇我小姉君、蘇我石寸名

- 夫：欽明天皇
  - 子女：磐隈皇女（伊勢斎宮）、額田部皇女（推古天皇）、大宅皇女、大伴皇女、肩野皇女、舎人皇女、橘豊日皇子（用明天皇）、臘嘴鳥皇子、椀子皇子、石上部皇子、山背皇子、桜井皇子